# Carnismo
Carnismo é um sistema de crenças invisível, ideologia, que justifica o abate de certas espécies de animais para consumo da sua carne. É descrito como um paradigma invisível, uma hegemonia, e uma "omissão inquestionável". Neste sistema de crenças é central a classificação de apenas alguns animais como alimento, o que justificaria tratar estes animais de maneira que poderia ser considerada como crueldade animal se aplicada a outras espécies que não são consideradas alimento. Esta classificação é relativa à cultura. Por exemplo, no Ocidente a vaca e o porco são considerados comida, enquanto que o cão não o é. Já na China, os cães podem ser mortos para consumo como carne de cachorro, enquanto que na Índia, as vacas são sagradas. Alguns autores definem o carnismo como algo mais abrangente, como uma ideologia que justifica o consumo, ou utilização, de quaisquer produtos de origem animal.
O termo carnismo foi concebido pela psicóloga social Melanie Joy e popularizado pelo livro da sua autoria Why We Love Dogs, Eat Pigs, and Wear Cows. Joy afirma que escreveu o livro para analisar um paradoxo aparente no comportamento generalizado das pessoas em relação aos animais - elas demonstram compaixão para com algumas espécies enquanto se alimentam de outras.
Este fenômeno é conhecido como o paradoxo da carne, no qual pessoas que se opõem aos maus-tratos animais. Os psicólogos sugerem que o desconforto revelado por este conflito é anulado pelos "Quatro Ns", a percepção que comer carne é "natural, necessária, normal, e boa."
Mais ainda, os que se alimentam de carne, denominados carnistas ou comedores de carne, pois são pessoas que se alimentam de carne de animais, podem também alegar a reduzida senciência dos animais considerados comestíveis para evitar o conhecimento da proveniência dos produtos de origem animal.

## Atributos do carnismo

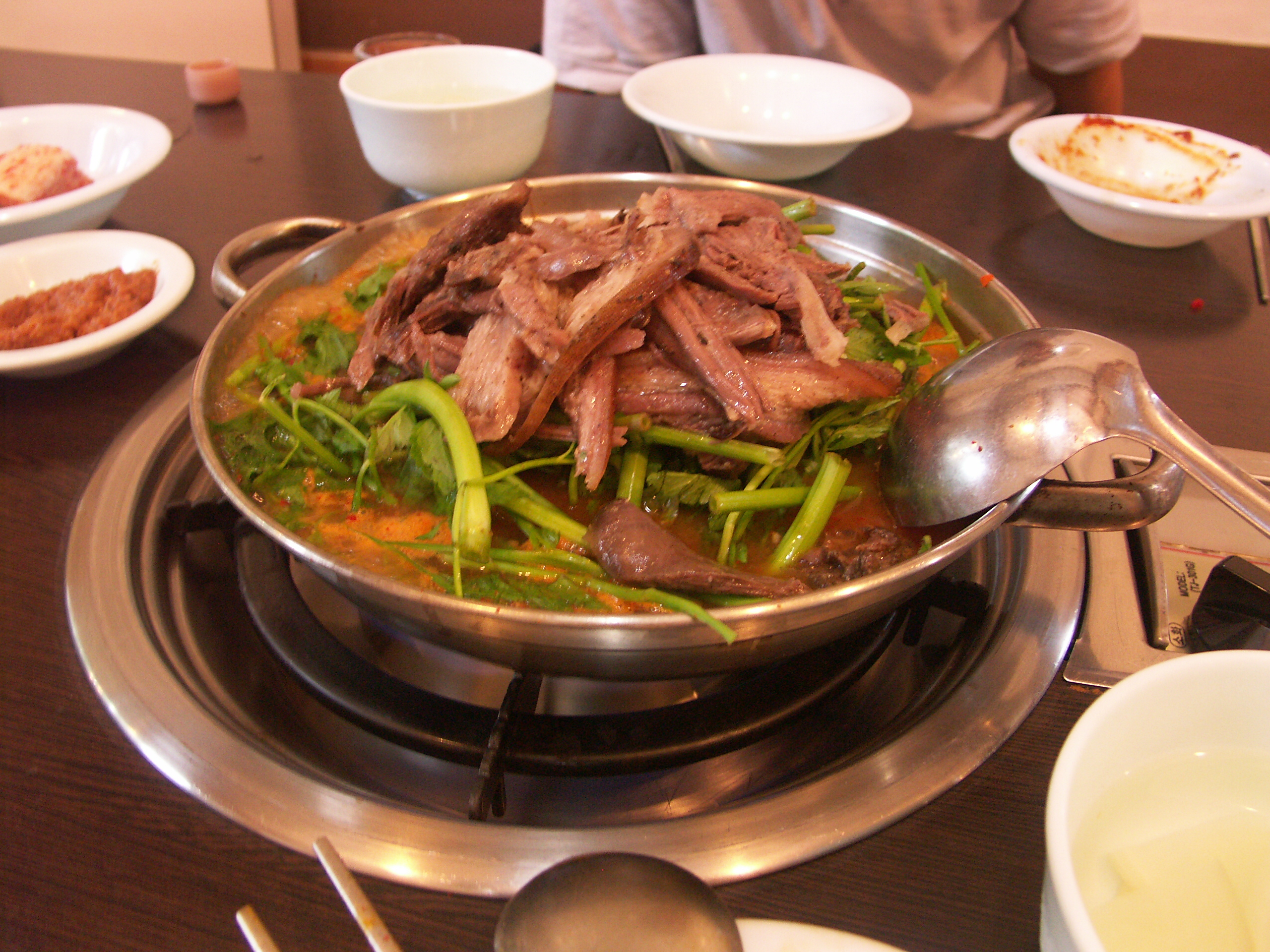
Boshintang, um estufado de carne de cão. Os cães são classificados como alimento em alguns países enquanto que não o são em outros.

Nas últimas décadas, psicólogos realizaram experiências para identificar quais os estados mentais envolvidos na prática do consumo da carne de animais.
O conflito que muitas pessoas enfrentam entre as suas escolhas de alimento e as sua noção de bem-estar animal coloca-as num estado de dissonância cognitiva. Isto pode produzir sentimentos negativos que carnistas podem tentar mitigar de várias formas.

### Anulação cognitiva
Uma hipótese de estratégia adoptada pelos carnistas para lidarem com o seu desconforto moral é evitar ter consciência da proveniência dos produtos de origem animal que consomem. Esta estratégia de anulação de conhecimento é por vezes sustentada pelos meios de comunicação. Por exemplo, um estudo sobre a cobertura da tradição Americana National Thanksgiving Turkey Presentation revelou que a maior parte dessa cobertura marginalizava a ligação entre os animais em vida e a sua carne transformada para consumo, enquanto celebrava a indústria da carne de aves.

### Negação da mente ou capacidade de sofrimento
Os carnistas podem também atenuar o seu desconforto moral minimizando a sua percepção sobre a capacidade que animais que consomem têm de sentir dor e sofrimento, bem como a sua percepção de consciência animal e senciência. Esta é uma estratégia psicológica muito eficaz, pois os seres a que se atribuem menor capacidade de sofrimento são menos considerados como dilema moral, e por isso são mais facilmente aceites como comida.
Um estudo de 2010 atribuiu a estudantes universitários, de forma aleatória, a tarefa de consumirem estufado de carne ou estufado de caju e depois julgarem a relevância moral e capacidade cognitiva de uma diversidade de animais. Comparando os resultados dos alunos que consumiram o estufado de caju, aqueles que consumiram o estufado de carne revelaram menos preocupação moral com os animais e atribuíram às vacas uma diminuta capacidade para terem estados mentais ligados à capacidade  destas sentirem sofrimento.
Estudos subsequentes em 2011 revelaram de forma similar que as pessoas estavam mais inclinadas a sentir que era aceitável matar animais para consumo da sua carne quando estas atribuíam aos referidos animais capacidades mentais diminutas; da mesma forma, essas pessoas deduziam que os animais para consumo como comida teriam capacidade mentais diminutas: mas, mesmo assim, consumir carne de animais fazia com que os participantes atribuíssem menos capacidades mentais a esses animais. Um outro estudo revelou que os participantes que liam a descrição de um animal exótico julgavam-no menos simpático e menos capaz de sentir sofrimento se lhes fosse dito que os nativos dessa zona consumissem esse animal como comida, independentemente se lhes fosse dito que o animal era caçado ou não. Estes resultados sustentam a teoria de Melanie Joy sobre a categorização da comida que reduz o dilema moral em relação aos animais. O Carnismo pode ainda envolver mais categorizações dos animais, como "animais de estimação", "vermes" e "animais de entretenimento", que também influenciam a percepção de senciência e inteligência animal.

### Os "Quatro Ns"
Uma série de estudos sobre a moralidade do paradoxo da carne revelou que os "Quatro Ns" se aplicavam à maioria dos carnistas Americanos e Australianos como justificação para consumirem carne. Estes argumentos alegam que os humanos são omnívoros (Natural), que faltam nutrientes nas dietas vegetarianas (Necessário), que a maioria das pessoas come carne (Normal), e que a carne sabe bem (Nice/Bom em português). Aqueles que concordavam com estes argumentos revelavam menos preocupação com os animais e atribuíam-lhes menos consciência, concordavam com a iniquidade social e ideologias hierárquicas, e tinham menos orgulho nas suas escolhas de consumo. No entanto, os carnistas que tinham este ponto de vista sentiam menos culpa sobre os seus hábitos alimentares, o que revela que os "Quatro Ns" são um estratégia eficaz para lidar com a dissonância cognitiva.

## No discursovegano
Numa série de ideias que legitima os usos comuns dos animais, o carnismo pode ser visto como a ideologia que se opõe veganismo. Nesta perspectiva, desempenha um papel na ética para com os animais análoga ao patriarquismo na teoria feminista, como a ideologia normativa dominante que se mantém invisível devido à sua ubiquidade.

## Ideias anteriores
A ideia que o uso de animais por parte da humanidade envolve preconceitos advém de tempos tão longínquos como os de Plutarco, que no primeiro século tentou esclarecer aqueles que se oponham ao vegetarianismo, escrevendo:
Conseguem realmente perguntar porque razão Pitágoras tinha para se abster do consumo da carne? Da minha parte prefiro indagar sobre que incidente e estado de espírito o primeiro o homem o fez, tocando com um pedaço de carne na sua boca e trazendo-a aos seus lábios, a carne de uma criatura morta, aquele que preparou mesas de morte, cadáveres e se aventurou a chamar comida e nutrimento às partes que ainda há instantes berravam, choravam, se moviam e viviam.
Na maior parte da história, contudo, o uso humano de animais como comida tem sido considerado como natural e normal. No inicio do século XVII a até muito recentemente, o mecanismo Cartesiano, que nega a consciência animal e comparava os animais a "robots autônomos que meramente reagem a estímulos exteriores", era uma filosofia prevalecente no Ocidente.
Este outrora dominante argumento está em disputa com a visão dos neuro.cientistas modernos, que, não obstante o problema filosófico da definição da consciência, sustentam na generalidade que os animais são seres conscientes. Os Etólogos continuam a debater o grau em que várias espécies possuem capacidades cognitivas particulares, como auto-consciência, o uso de símbolos e a conceptualização.

### Especismo
Nos anos 70 as visões tradicionais sobre base moral dos animais foram notavelmente desafiadas por Richard D. Ryder e Peter Singer, que introduziram a noção de especismo, com a qual definiam como a discriminação com base na espécie, que estes consideravam serem razões moralmente irrelevantes. O carnismo pode ser entendido como um tipo de especismo, envolvendo uma forma particular de discriminação baseada nas espécies. O abolitionista Grary Francione argumenta que o carnismo assenta em falsas premissas. Na sua opinião alguns humanos tratam os animais como comida e outros como família, não devido a uma ideologia invisível, mas porque estes decidem que os animais são propriedade e que assim os podem dar valor como desejarem. Ele defende que o conceito do carnismo desvia a atenção de assuntos mais abrangentes do especismo, e que desta forma pode inadvertidamente promover o conceito de bem-estar animal.

## References
1. 1 2 3 4  Packwood-Freeman, Carrie; Perez, Oana Leventi (2012). "Pardon Your Turkey and Eat Him Too," in Joshua Frye, Michael S. Bruner (eds.), The Rhetoric of Food: Discourse, Materiality, and Power, Routledge, p. 103ff.
2. ↑  Joy, Melanie (2001). "From Carnivore to Carnist: Liberating the Language of Meat", Satya, 18(2), September, pp. 126–127.
3. 1 2 3 4 5 6 7 8  Gibert, Martin; Desaulniers, Élise (2014). «Carnism». Encyclopedia of Food and Agricultural Ethics. [S.l.]: Springer Netherlands. pp. 292–298. ISBN 978-94-007-0929-4
4. ↑  Gutjahr, J. (2013). «The reintegration of animals and slaughter into discourses of meat eating». In:  H. Röcklinsberg and P. Sandin. The Ethics Of Consumption: The Citizen, The Market And The Law. [S.l.]: Wageningen Academic Publishers. pp. 379–385. ISBN 978-90-8686-784-4
5. 1 2 3  Rothgerber, Hank (agosto de 2014). «Efforts to overcome vegetarian-induced dissonance among meat eaters». Appetite. 79: 32-41. doi:10.1016/j.appet.2014.04.003
6. 1 2  Braunsberger, Karin; Flamm, Richard O. (2015). «Consumer Identities: Carnism Versus Veganism». The Sustainable Global Marketplace. [S.l.]: Springer International Publishing. 345 páginas. ISBN 978-3-319-10873-5
7. 1 2 3  Joy, Melanie (2011) [2009].
8. ↑  Carrie Packwood Freeman (15 de maio de 2014).  Deborah A. Macey; Kathleen M. Ryan; Noah J. Springer, eds. How Television Shapes Our Worldview: Media Representations of Social Trends and Change. [S.l.]: Lexington Books. p. 194. ISBN 978-0-7391-8705-0
9. 1 2  DeMello, Margo (2012). Animals and Society: An Introduction to Human-animal Studies. [S.l.]: Columbia University Press. ISBN 978-0-231-15294-5
10. 1 2  Kool, V. K.; Agrawal, Rita (2009). "The Psychology of Nonkilling," in Joám Evans Pim (ed.), Toward a Nonkilling Paradigm, Center for Global Nonkilling, pp. 349–370. ISBN 978-0-9822983-1-2.
11. ↑  Schwabe, Calvin W. (1979). Unmentionable cuisine. [S.l.]: University of Virginia Press. p. 168. ISBN 978-0-8139-1162-5
12. ↑  Bastian, Brock;  et al. (fevereiro de 2012). «Don't Mind Meat? The Denial of Mind to Animals Used for Human Consumption». Personality and Social Psychology Bulletin. 38 (2): 247–256. doi:10.1177/0146167211424291
13. ↑  Webster, A.J.F. (agosto de 1994). «Meat and right: the ethical dilemma» (PDF). Proceedings of the Nutrition Society, 54. pp. 263–270. doi:10.1079/PNS19940031. Consultado em 5 de julho de 2015
14. ↑  Francione, Gary L. (2 October 2012). "'Carnism'? There Is Nothing 'Invisible' About The Ideology Of Animal Exploitation", abolitionistapproach.com.

## Para saber mais
- Herzog, Hal (2010). We Love, Some We Hate, Some We Eat, Harper Collins.
- Joy, Melanie (211). Why We Love Dogs, Eat Pigs, and Wear Cows: An Introduction to Carnism, Conari Press,U.S.
- Joy, Melanie. Beyond Carnism
- Joy, Melanie. Beyond carnism and toward rational, authentic food choices, TED talk, 2015.